# Agnes Richter
Agnes Emma Richter (geboren 1844 in Zottewitz; gestorben 1918 in Wermsdorf) war eine Näherin und Künstlerin im Deutschen Kaiserreich. Sie bestickte während ihres Aufenthalts in einer psychiatrischen Anstalt ihre Kleidung mit Episoden des eigenen Lebens, von denen nur eine Jacke erhalten ist. Die Jacke wurde als Ausstellungsstück der Sammlung Prinzhorn zu einer Ikone der Outsider Art.

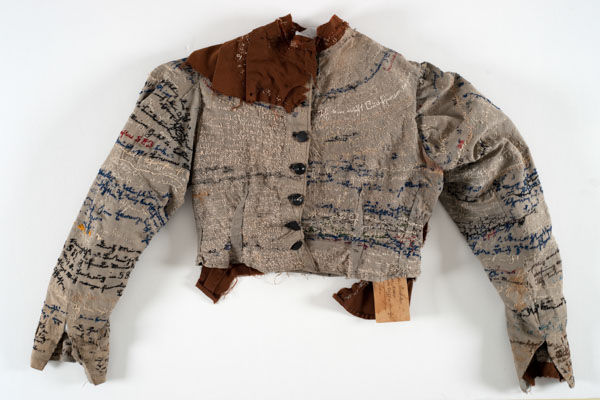
Besticktes Jäckchen aus der Sammlung Prinzhorn, Vorderseite

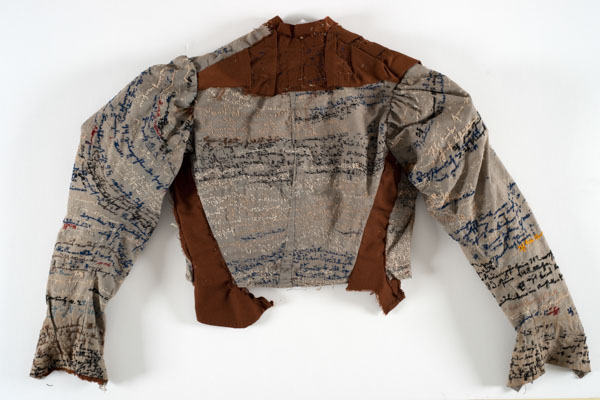
Besticktes Jäckchen aus der Sammlung Prinzhorn, Rückseite

## Leben
Agnes Richter war als Hausmädchen in Dresden tätig, danach lebte sie acht Jahre lang in den USA. 1888 kehrte sie nach Dresden zurück und verdiente ihren Lebensunterhalt als Näherin. In der Folge rief sie mehrfach wegen Konflikten mit ihren Nachbarn, von denen sie fürchtete, beraubt zu werden, die Polizei. 1893 wurde sie auf Wunsch ihres Vaters und ihrer Brüder in die Stadt-Irren- und Siechenanstalt Dresden eingewiesen, nachdem mehrere akute Wahnvorstellungen aufgetreten waren. Dies führte dazu, dass sie als paranoid diagnostiziert und für den Rest ihres Lebens eingesperrt wurde. 1895 wurde sie in die Anstalt Hubertusburg in Wermsdorf in Sachsen verlegt, wo sie bis zu ihrem Tod blieb.
Das Leben in den deutschen Anstalten des ausgehenden 19. Jahrhunderts war stark reglementiert. Während die männlichen Patienten auf dem Gelände oder in Werkstätten zur Herstellung von Schuhen oder Möbeln arbeiteten, wurde von den weiblichen Patienten erwartet, dass sie die Anstaltsuniformen und Textilien reinigen, nähen, stricken und waschen.
Richters Andenken hat vor allem aufgrund eines „Tagebuchs“ auf einer Jacke überlebt, die sie seit 1895 während ihres langen Anstaltsaufenthalts mit autobiografischen Texten bestickt hatte. Die aus brauner Wolle und grobem Anstaltsleinen zusammengenähte Jacke ist mit Texten in Deutscher Schrift über und über bestickt. Die Zeilen mit roten, gelben, blauen, orangefarbenen und weißen Fäden sind schwer zu lesen, überlappen sich oder sind durch den ständigen Gebrauch verwischt. Auf der Jacke sichtbar sind heute noch Schweißflecken. Zu den Textfragmenten auf Richters Jacke gehören etwa „meine Jacke“, „ich bin in Hubertusburg“, „ich bin nicht groß“, „ich möchte lesen“ oder „ich stürze mich kopfüber ins Unglück“. Auch ihre Wäschenummer 583 taucht immer wieder auf. Nachdem 2003 in Hubertusburg zwei Krankenakten unter dem Namen Agnes Richter gefunden wurden und die Nummer 583 in einer der Akten auftauchte, vermutet man, dass gleichzeitig zwei Personen dieses Namens in Hubertusburg lebten und Agnes Richter sicher gehen wollte, dass sie ihre Kleidung nach dem Waschen wieder zurückbekam.
Die Jacke wurde zu Beginn des 20. Jahrhunderts von Hans Prinzhorn in die Lehrsammlung der psychiatrischen Universitätsklinik Heidelberg aufgenommen. Auf einem Zettel an der Jacke stand „Nähte in alle Wäsche und Kleidungsstücke“. Daher geht man davon aus, dass sie wohl kein Einzelstück war, sondern dass Richter Gedanken und Erinnerungen in alle ihre Kleidungsstücken eingearbeitet hatte. Außer der Jacke sind jedoch keine anderen Kleidungsstücke erhalten.
Seit ihrer Wiederentdeckung im Jahr 1980 ist die Jacke zu einer Ikone der Sammlung Prinzhorn in Heidelberg geworden. Sie wird jedoch nur sporadisch ausgestellt, um das delikate Gewebe nicht zu sehr zu strapazieren.
2002 fotografierte die Künstlerin Lisa Niederreiter die Jacke in vielen Details und ließ ihre Mutter die gestickten Texte entschlüsseln. Die beiden entdeckten dabei das Wort „schwarzseiden“, was 2009 titelgebend für eine Ausstellung in der Sammlung Prinzhorn wurde. Niederreiter entwickelte 2003 ein Antwortkleid aus schwarzem Seidenstoff. Die Künstlerin vollzog dabei den Entstehungsprozess des Jäckchens nach. 2008 entstand auf ähnliche Weise ein schwarzes Cape als zweite Antwort.